# AnTuTu
AnTuTu (în chineză: 安兔兔; pinyin: ĀnTùTu) este o aplicație de Benchmarking utilizat pentru a compara smartphone-urile și alte dispozitive. Este deținut de compania chineză Cheetah Mobile .

## Operațiuni
Compania care dezvoltă aplicația are sediul în districtul Chaoyang, Beijing și a fost fondată împreună de antreprenorii chinezi Shào Yīng (邵英) și Liáng Bīn (梁斌). Au început să dezvolte aplicația pentru mai multe platforme, lansând în mai 2021 o versiune pentru Linux destinată calculatoarelor cu procesor x86. și o versiune pentru Windows cu suport pentru ray tracing în august 2021.